# Licinio

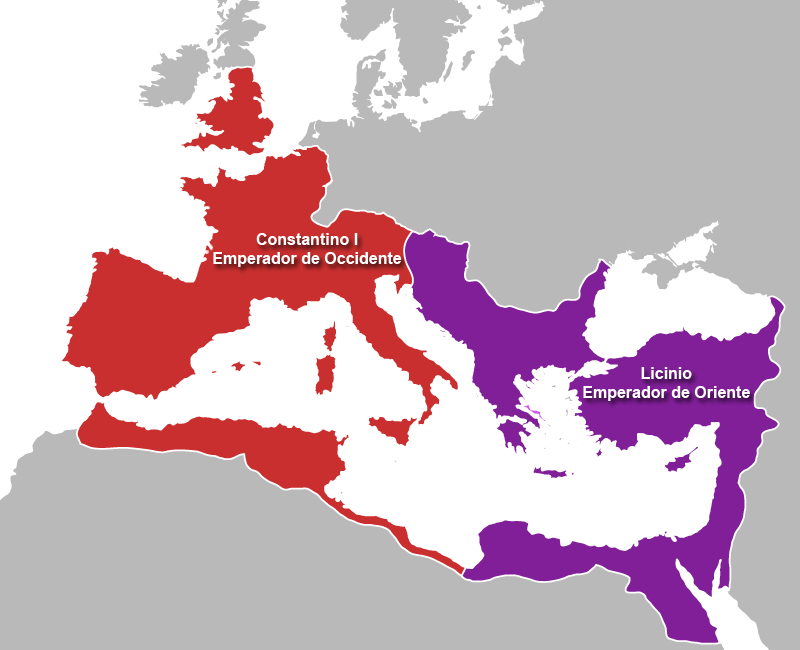
El Imperio romano en 313.

Valerio Liciniano Licinio (en latín, Valerius Licinianus Licinius; c. 250 - 325) fue emperador romano entre 308 y 324. Durante la mayoría de este periodo fue emperador rival de Constantino I el Grande, quien le terminó derrotando en la Batalla de Crisópolis.
De humilde origen dacio, nació en la Moesia superior. Licinio acompañó a su amigo el emperador Galerio en su campaña en Persia en 297. Después de la muerte de Flavio Valerio Severo, Galerio dio a Licinio el título de Augusto en el Occidente el 11 de noviembre de 308 y le encargó las provincias de Iliria, Tracia y Panonia. Tras la muerte de Galerio en mayo del 311, Licinio compartió el imperio entero con Maximino Daya. Los Dardanelos y el Bósforo formaban la frontera, tomando Licinio la parte europea y Maximino la asiática.
En marzo de 313 se casó con Flavia Julia Constancia, medio hermana de Constantino,  en Mediolanum (actual Milán). En ese momento, proclamaron el Edicto de Milán, que devolvió posesiones despojadas de las comunidades cristianas. Este edicto hizo que no se persiguiesen las demás religiones, entre ellas, el cristianismo, pero no lo hizo religión oficial del imperio. El mes siguiente (30 de abril), Licinio respondió a tentativas por parte de Maximino de atacarle, derrotándole decisivamente en la Batalla de Tzirallum. Consolidó su control en el Oriente, mientras Constantino quedó como emperador supremo en el Occidente.

## Conflicto con Constantino
En el año 314 apoyó la sublevación de Basiano contra Constantino. Cuando sus acciones se dieron a conocer, empezó una guerra civil, en la cual Constantino triunfó en la batalla de Cibalis en Panonia (el 8 de octubre), y luego derrotó a Licinio otra vez dos años más tarde, después de elegir a Valerio Valente como su coemperador, en la llanura de Mardia (también llamado Campus Ardiensis) en Tracia. La reconciliación aparente dejó a Licinio con Tracia, Asia Menor, Siria y Egipto, pero luego agregó numerosas provincias al control de Constantino.
En los diez años siguientes, los dos emperadores mantuvieron una tregua, pero en 324 Constantino, tentado por la «edad avanzada y vicios impopulares» de Licinio, declaró otra guerra contra él y, derrotando su ejército en la batalla de Adrianópolis (3 de julio de 324), lo atrapó dentro de las murallas de Bizancio. La derrota de la flota de Licinio, teóricamente superior, por Crispo (el hijo mayor de Constantino) le hizo retraerse a Bitinia, donde fue definitivamente derrotado en la batalla de Crisópolis. Su abdicación ocurrió al día siguiente, el 19 de septiembre, en Nicomedia. Lo encarcelaron en Tesalónica bajo una especie de arresto domiciliario. Cuando trató de reclutar a algunos bárbaros para formar un ejército, Constantino ordenó la ejecución de Licinio y de su antiguo coemperador Martiniano.